# Love you close
「Love you close」（ラブ・ユー・クロース）は、知念里奈の15枚目のシングル。2001年3月7日にソニー・ミュージックレコーズから発売。

## 解説
表題曲は、アニメ映画『ドラえもん のび太と翼の勇者たち』主題歌。歌だけではなく“ツバクロウ”役で声優に初挑戦。本作以降シングルは発売されていない。

## 収録曲
1. Love you close
  - 作詞：森浩美　作曲：上田知華　編曲：大坪稔明
2. Love you close （tender version）
3. Evermore
  - 作詞：UNI　作曲・編曲：山木隆一郎
4. Love you close（Backing Track）

## 収録アルバム

### Love you close
- オリジナル・アルバム『breath』（2001年7月4日）※Album Version
- ベスト・アルバム『Rina Chinen 20th Anniversary 〜Singles & My Favorites〜』（2017年2月8日）

### Evermore
- ベスト『Rina Chinen 20th Anniversary 〜Singles & My Favorites〜』（2017年2月8日）